# Tina Kaidanow
Tina S. Kaidanow (ur. 3 czerwca 1965 w Filadelfii, zm. 19 października 2024 w Waszyngtonie) – amerykańska dyplomatka, pierwsza przedstawicielka Stanów Zjednoczonych w Kosowie w stopniu chargé d’affaires oraz ambasadora (2008–2009). Szefowa Biura Koordynatora ds. Kontrterroryzmu (2014–2016).

## Życiorys
Ukończyła studia licencjackie i magisterskie z dziedziny sztuk pięknych na Uniwersytecie Pensylwanii, obroniła także magisterium z politologii na Uniwersytecie Columbia.
W latach 2003–2006 była zastępczynią szefa ambasady Stanów Zjednoczonych w Sarajewie. 8 kwietnia 2008 roku została chargé d’affaires amerykańskiej misji dyplomatycznej w Prisztinie, 30 czerwca tegoż roku otrzymała nominację na funkcję ambasadora, a listy uwierzytelniające złożyła 25 lipca. Misję dyplomatyczną zakończyła 6 lipca następnego roku. Od września 2012 do października 2013 roku zastępowała amerykańskiego ambasadora w Kabulu. Od 18 lutego 2014 do 28 lutego 2016 była szefową Biura Koordynatora ds. Kontrterroryzmu.
Zmarła 19 października 2024 roku, została pochowana dwa dni później.

## Życie prywatne
Córka Esther i Howarda, miała brata Erica.